# Mickey Lee Soule
Mickey Lee Soule (6. června 1946, Cortland, New York, Spojené státy) je americký klávesista, známý především jako člen rockové skupiny Elf, po rozpadu Elf byl jeden ze zakládajících členů skupiny Ritchie Blackmore's Rainbow. V roce 1974 zpíval s Rogerem Gloverem. V roce 1976 hrál s Ian Gillan Bandem.

## Diskografie

### Elf
- 1972 – Elf
- 1974 – Carolina County Ball
- 1975 – Trying to Burn the Sun

### Ritchie Blackmore's Rainbow
- 1975 – Ritchie Blackmore's Rainbow

### Ian Gillan Band
- 2003 – Rarities 1975-1977

### Roger Glover
- 1974 – Butterfly Ball and Grasshopper’s Feast
- 1978 – Elements
- 2002 – Snapshot

### Ostatní
- 1982 – Eddie Hardin "Circumstantial Evidence"
- 1990 – A'LA Rock "Indulge"
- 2000 – Deep Purple "Live at the Royal Albert Hall"
- 2006 – Ian Gillan "Gillan's Inn"